# Gérard Corbiau

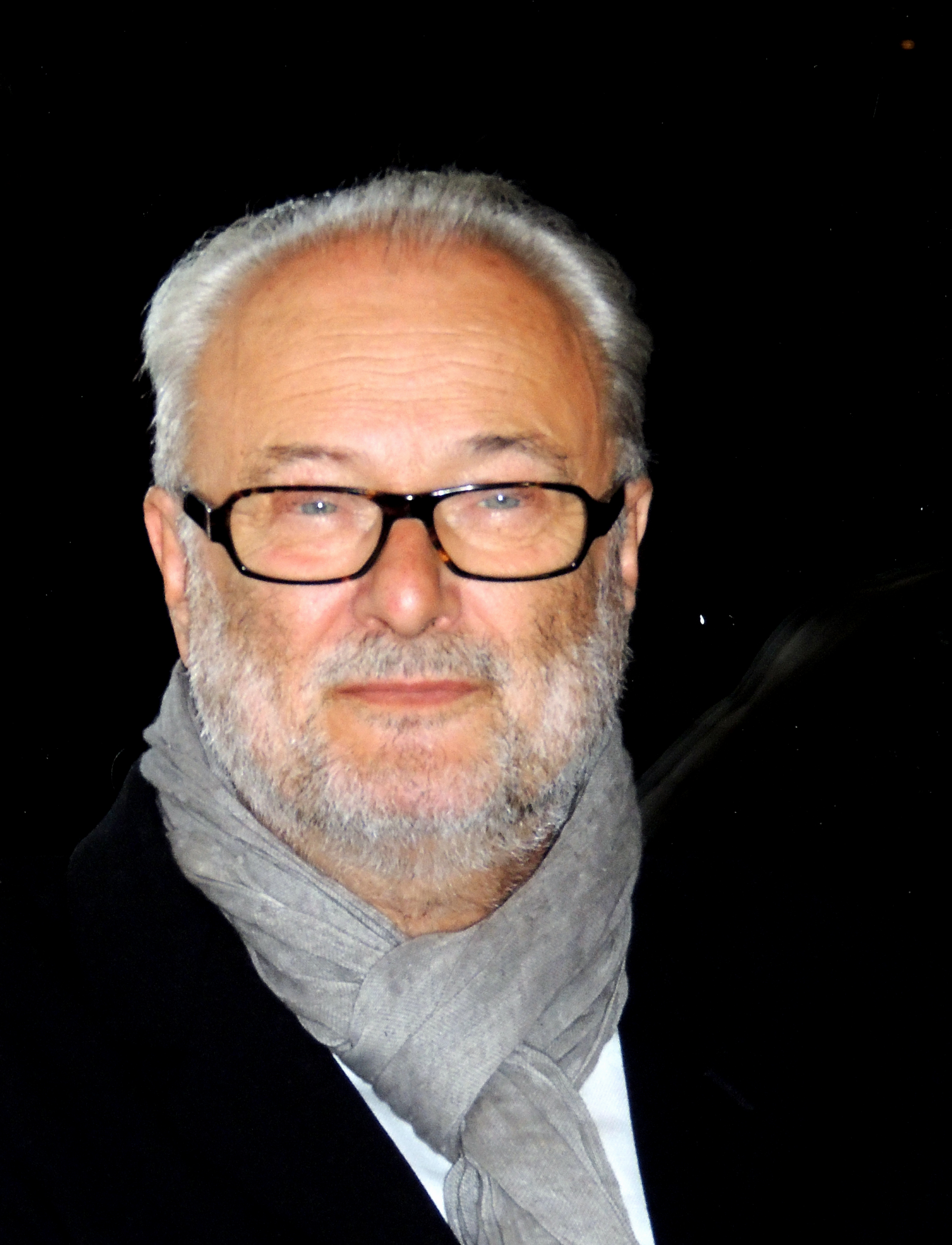
Gérard Corbiau in 2014

Gérard Corbiau (Brussel, 19 september 1941) is een Belgisch filmregisseur en scenarist.
Zijn films Le Maître de musique en Farinelli werden genomineerd voor de Oscar voor beste niet-Engelstalige film. In 2001 werd hij Officier de l'Ordre des Arts et des Lettres.

## Films
- Le Maître de musique (1988), Oscarnominatie
- L'Année de l'Éveil (1991)
- Farinelli (1994), Oscarnominatie
- Le Roi danse (2000)
- Saint-Germain ou La Négociation (2003)